# Kaukajärvi
Kaukajärvi est un  quartier de Tampere en Finlande.

## Description
Kaukajärvi est situé à la limite de Kangasala. 
Les quartiers voisins de Kaukajärvi sont Hervanta et Rusko au sud , Lukonmäki et Viiala à l'ouest et Hankkio, Haihara et Vehmainen au nord . 
La route principale du quartier est la Kangasalantie, qui passe au nord du lac et faisait partie de la route nationale 12 entre Tampere et Lahti jusqu'à la fin des années 1980.
Le quartier de Kaukajärvi comptait 12 326 habitants en 2017.
L'école de Kaukajärvi a été fondée à Kaukajärvi en 1969 et propose un enseignement de la 1re à la 10e année. Il s'agit d'une école internationale avec des écoles jumelles en Allemagne, en Italie et au Danemark.
Le manoir de Haihara, abrite un centre d'art et un café d'été. 
Kaukajärvi dispose de services, tels que des magasins, des restaurants, une pharmacie, une bibliothèque, un bureau de poste et un centre de santé, mais l'industrie des environs est concentrée à Rusko et sur la rive nord du lac Kaukajärvi (en).

## Galerie

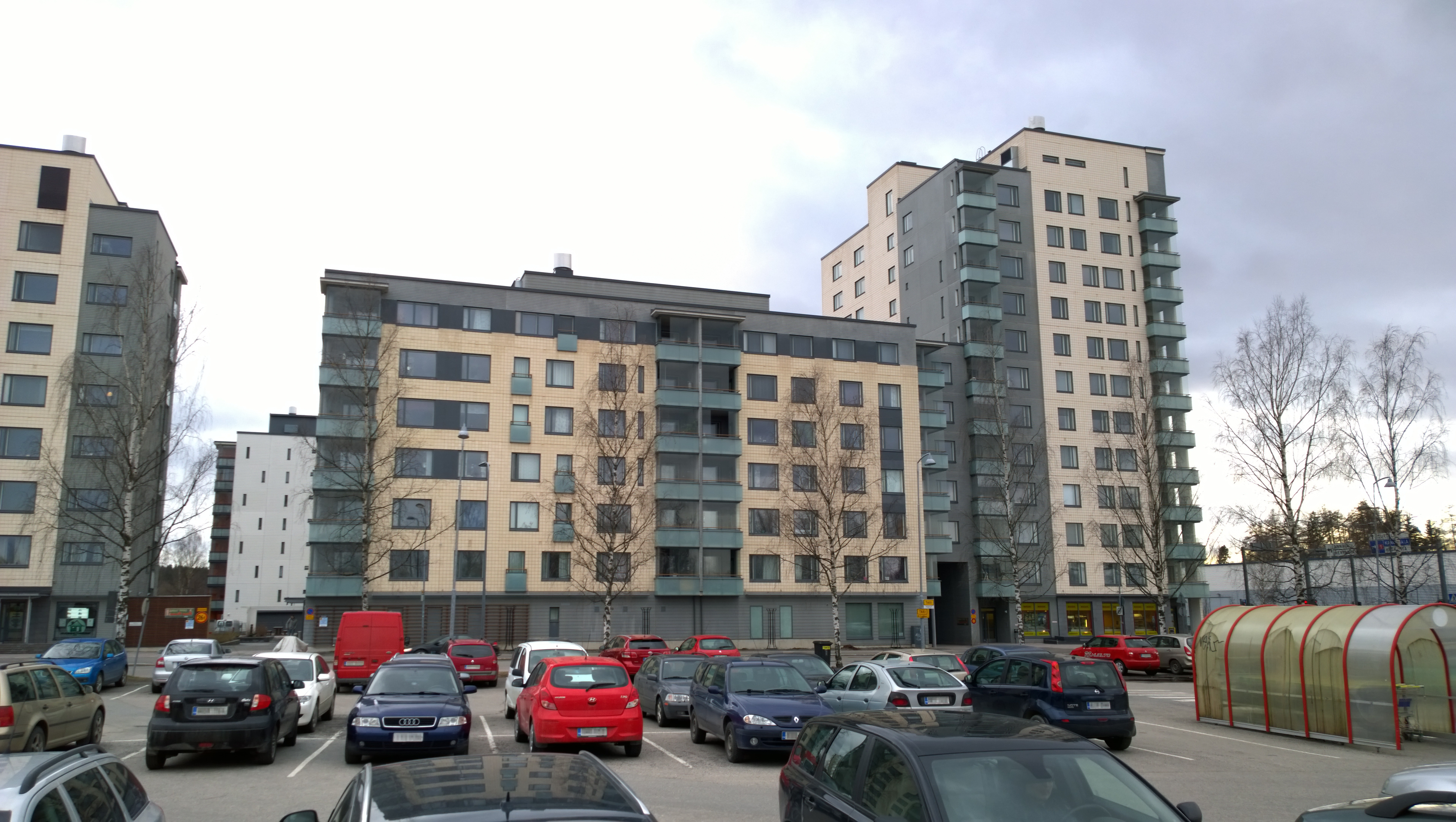
Keskisenkatu.
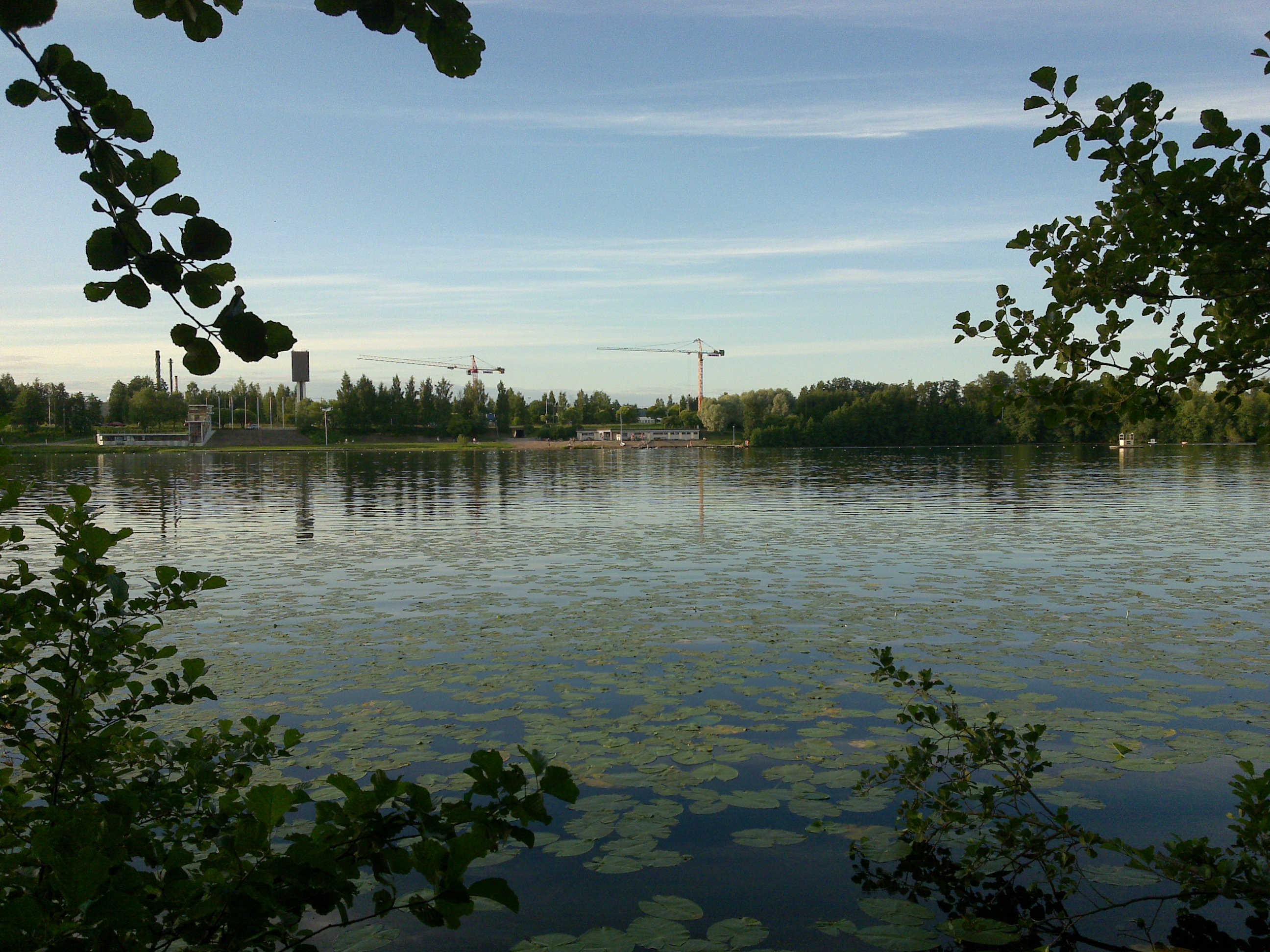
Le lac Kaukajärvi.
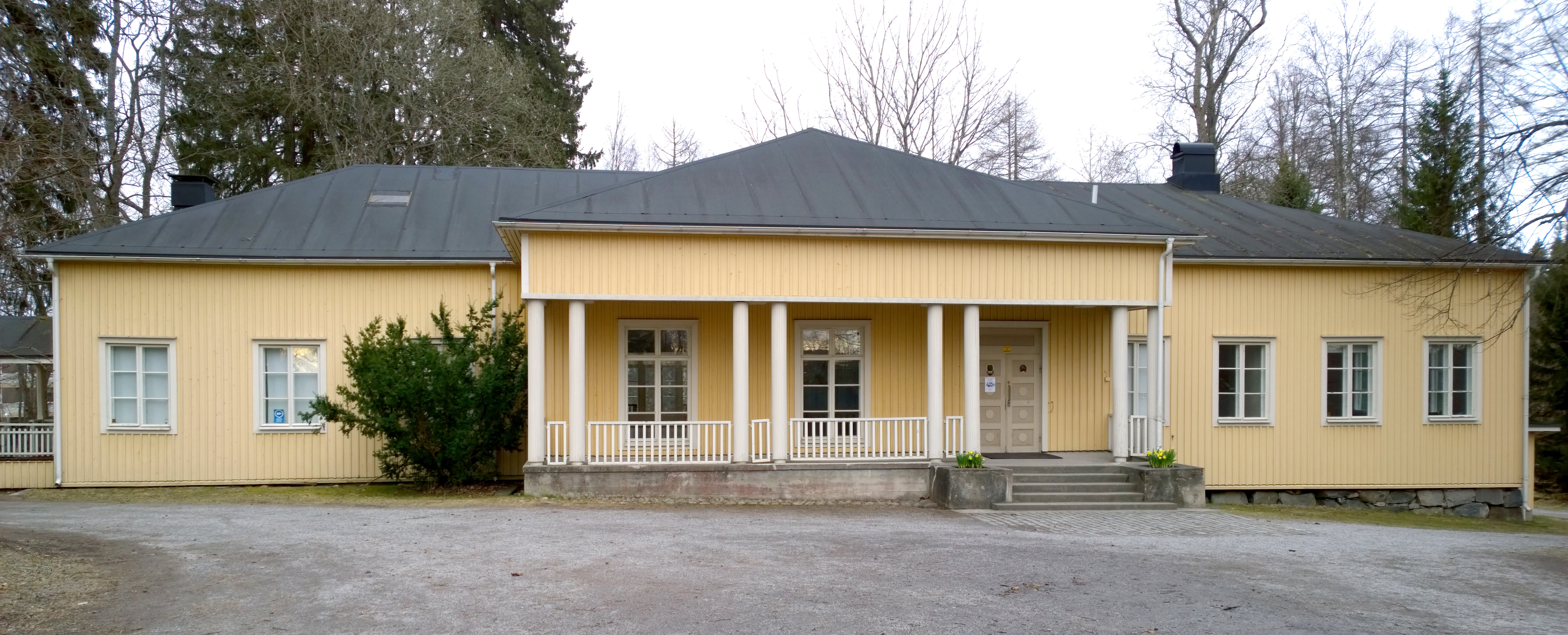
Manoir de Haihara.
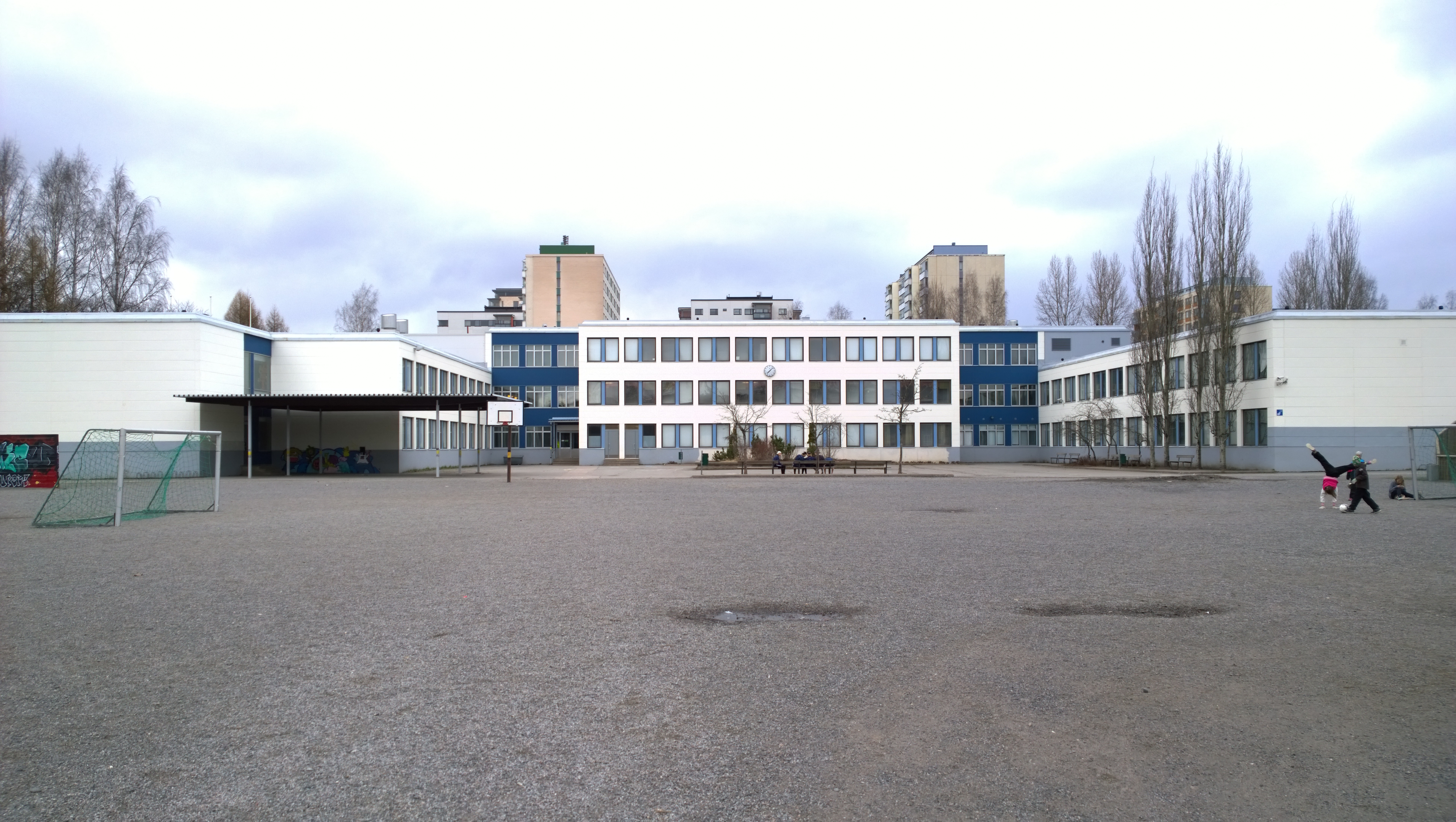
École de Kaukajärvi.